# Милослав Самарџић
Милослав Самарџић (Александровац, 22. новембар 1963) српски је новинар, књижевник, публициста на историјске теме, сценариста, редитељ и издавач. Самарџић је власник издавачке куће Погледи. У фокусу његовог рада су истраживања историје Југословенске војске у отаџбини.

## Биографија
Милослав Самарџић је рођен 22. новембра 1963. у Александровцу, где је завршио основну и средњу школу (новинарски смер). Економски факултет у Крагујевцу завршио је 1989, на сектору маркетинг. Као студент завршио је новинарску школу „Вечерњих новости”, у зиму 1983/84. године, и постао један од крагујевачких дописника овог дневника. У „Погледе”, тада лист студената Крагујевачког универзитета, долази 1984. године. „Новости” напушта 1986, због необјављених критичких текстова према тадашњем режиму. Крајем 1985. у „Погледима” постаје уредник рубрике „Универзитет”, а дужност главног и одговорног уредника преузима 1987. године, на којој с мањим прекидима остаје до престанка изласка листа, 2005. године.
Прву књигу написао је и објавио као станар крагујевачког студентског дома, 1989. године. Од те године почиње и проучавање историје Другог светског рата, а нарочито Југословенске војске, односно четничког покрета генерала Драже Михаиловића. Истраживао је архивску грађу у низу музеја и архива. Највише се бавио проучавањем докумената Војног архива у Београду, пре свега његове Четничке архиве, као и Немачке архиве (са преводиоцем). Хиљаде страница пронађених докумената цитира у својим књигама. У тзв. теренском делу истраживања, интервјуисао је око 50 Дражиних четника, већином официра.
Током 2023. почео је припреме за дугометражни играни филм Ђенерал.
Члан је Удружења књижевника Србије.
Живи и ради у Крагујевцу. Ожењен је, има млађу ћерку Наталију и старијег сина Николу.

## Дела
- Ђаци на Голом отоку (1989)
- Краљ је наш (1992)
- Две Србије (1993)
- Тајне Вукове реформе (1995. и 1997)
- Генерал Дража Михаиловић и општа историја четничког покрета (прво издање 1996, друго 1997, први том трећег измењеног и допуњеног издања 2004, други том 2005, трећи 2006, четврти 2007, пети 2010; ова књига је објављена и у меком повезу, мањег обима и формата, у 16 томова)
- Забрањени очеви у исповестима своје деце (прво издање 1998, друго допуњено 2003)
- Истина о Калабићу (прво издање 1999, друго 2003, треће измењено и допуњено 2007)
- Борбе четника против Немаца и усташа (1941—1945), књиге 1– 2, (2006)
- Сарадња партизана са Немцима, усташама и Албанцима (2006)“
- Борачи крш, роман (2007)
- Војвода Ђујић и Динарска четничка дивизија (2009)
- Ђенерал Дража – војвода Ђујић, ратна преписка (2009)
- Фалсификати комунистичке историје (2010)
- Крвави Васкрс 1944, савезничка бомбардовања српских градова (2011)
- Срби против Вермахта – непозната немачка документа (2011)
- Разговори са равногорцима (први том 2011, други 2012)
- “Прави и лажни Калабић – са налазом судског вештака (2012)

Приређивач
- Албум српских четника генерала Драже Михаиловића у 1.000 слика (први том 1998, други 2000, трећи 2002, четврти 2012)
- Албум ђенерала Драже (2008)
- Албум Николе Калабића и Горске краљеве гарде (2009)
- Спашавање савезничких пилота (2009)
- Албум Динарске четничке дивизије у 1.000 слика (2012)[2]

## Документарне ТВ серије
- Краљевина Југославија у Другом светском рату